# Orchestre symphonique de Trois-Rivières
L'Orchestre symphonique de Trois-Rivières est un orchestre professionnel de 54 musiciens établi dans la ville de Trois-Rivières au Québec (Canada). Son directeur artistique et chef attitré est Alain Trudel. Il se produit ordinairement à la salle J.-Antonio-Thompson, située au centre-ville de Trois-Rivières. 

## Activités
Au cours d'une saison, l’OSTR présente plus de vingt événements:
- six concerts (série Grands concerts et série Beaux Dimanches),
- les Muffins aux sons, petits concerts du dimanche matin,
- des Matinées symphoniques.

L'orchestre tient aussi annuellement le Concours de l'OSTR.

## Historique
L'orchestre a été fondé en 1978 ; il a eu comme prédécesseur direct l’Ensemble instrumental de Trois-Rivières, fondé en 1973. Son premier concert a été présenté le 21 octobre 1978. Un premier disque a été enregistré en 1991: Félix en symphonie, avec Joseph Rouleau. Par la suite un deuxième disque est lancé en 1994; d'autres suivront.
L'orchestre a aussi collaboré avec des musiciens de renom : le claviériste et compositeur David Palmer, la soprano Natalie Choquette, Rick Wakeman (première mondiale de Return to the Centre of the Earth en 2001), le chanteur Sylvain Cossette et le pianiste et compositeur André Gagnon. Il a aussi collaboré avec le Cirque Éloize pour le spectacle Cirque Orchestra en 2000.